# قرار مجلس الأمن التابع للأمم المتحدة رقم 1763
قرار مجلس الأمن التابع للأمم المتحدة رقم 1763، المتخذ بالإجماع في 29 يونيو 2007.

## القرار
مدد مجلس الأمن ولاية عملية الأمم المتحدة في كوت ديفوار حتى 16 يوليو 2007، وأكد من جديد دعمه لعملية السلام والعملية الانتخابية في الدولة، وقد اتخذ بموجب الفصل السابع من ميثاق الأمم المتحدة .
أوصى تقرير الأمين العام للأمم المتحدة الأخير بان كي مون عن الوضع في كوت ديفوار بأن تحافظ البعثة على قوتها الحالية على الأقل حتى يتم استبدال منطقة الثقة التي تفصل بين القوات الحكومية وقوات المتمردين بنجاح بخط أخضر ترصده عملية الأمم المتحدة.
ويصف الاتفاقات التي وقعها الطرفان في مارس / آذار بأنها «نقطة تحول» في الأزمة التي أبقت كوت ديفوار مقسمة منذ عام 2002 إلى الجنوب الذي تسيطر عليه الحكومة والشمال الذي تسيطر عليه القوات الجديدة. ويؤكد التقرير، مع ذلك، أن العديد من القضايا الأساسية لا تزال دون حل.

## روابط خارجية
- نص القرار في undocs.org